# Staroszczerbinowskaja
Staroszczerbinowskaja (ros. Старощербиновская) – stanica w Rosji, w Kraju Krasnodarskim, ośrodek administracyjny rejonu szczerbinowskiego. W 2010 liczyła 18 010 mieszkańców.